# Bluff
Bluff er en amerikansk stumfilm fra 1924 af Sam Wood.

## Medvirkende
- Agnes Ayres som Betty Hallowell
- Antonio Moreno som Robert Fitzmaurice
- Fred J. Butler som Boss Mitchell
- Clarence Burton som Jack Hallowell
- Pauline Paquette som Fifine
- Jack Gardner som Dr. Steve Curtiss
- Arthur Hoyt som Algy Henderson
- E. H. Calvert som Norbert Conroy
- Roscoe Karns som Jack Hallowell